# ワクチン接種推進担当大臣
ワクチン接種推進担当大臣（ワクチンせっしゅすいしんたんとうだいじん）は、日本の国務大臣で、新型コロナウイルス感染症のワクチン接種を円滑に推進するために企画立案及び行政各部の所管する事務の調整を担当することを命じられた者の呼称。2021年1月18日に河野太郎行政改革担当大臣が口頭で指示された。
2022年4月1日の第2次岸田内閣においては内閣官房長官の松野博一が、辞令による担当として命じられた。略称はワクチン担当大臣である。
2023年（令和5年）9月13日の第2次岸田第2次改造内閣において、内閣官房長官の松野に「新型コロナウイルス感染症のワクチン接種を円滑に推進するための行政各部の所管する事務の調整担当を解く」と発令され、後任が発令されなかったため、廃止された。

## 概説
2021年1月18日、当時内閣総理大臣の菅義偉が行政改革担当大臣の河野太郎に新型コロナウイルス感染症のワクチン接種を円滑に推進するため、行政各部の所管する事務の調整の担当を指示した。
河野太郎に対しては、国務大臣として「ワクチン接種に向けた総合調整の担当」を命じる等の発令は官報に掲載されておらず、この人事は辞令を用いたものではなく口頭での指示によるものであった。同様の口頭による指示は、新型インフルエンザ等対策特別措置法に関する事務の担当を指示されていた経済再生担当大臣の西村康稔の場合も同様であることから、新型コロナウイルスワクチン接種推進担当についても同様であると考えられる。
行政改革担当大臣にワクチン接種推進担当大臣を兼務させていた理由としては、ワクチンの承認審査や契約交渉に関することは厚生労働省、予算の獲得に関することは財務省、保管用冷凍庫や注射針の調達に関することは経済産業省、ワクチンの輸送に関することは国土交通省、注射針の処分に関することは環境省、自衛隊大規模接種会場の運営に関することは防衛省、ワクチン接種の実施主体となる地方自治体との調整に関することは総務省などといったようにワクチンの入手から接種までの過程で非常に多くの省庁が関わることから、ワクチンの取得、配分、接種など、すべての業務を行政改革担当大臣に一元化することで、ワクチン接種における縦割り行政の弊害や無駄を省く狙いがあるとされた。
これに対し、岸田内閣においては、国務大臣として「新型コロナウイルス感染症のワクチン接種を円滑に推進するために企画立案及び行政各部の所管する事務の調整を担当させる」との発令が官報に掲載されており、辞令を用いたものである。同様に、新型コロナ健康危機管理担当大臣を命じられた山際大志郎経済再生担当大臣の場合も「新型コロナウイルス感染症対策及び公衆衛生上の危機管理に関する施策を総合的に推進するために企画立案及び行政各部の所管する事務の調整を担当させる」との発令が官報に掲載されている。ワクチン担当相には厚労、総務、防衛、経産の各省や自治体にまたがる縦割り行政を抑え込んでワクチン配分や接種体制を調整する政治力が必要とされ、前任者の河野太郎・前ワクチン担当相は行革相と規制改革担当の内閣府特命担当大臣を兼務し、法律上も各省庁に睨みが利く強い権限が与えられていたが、堀内は行革相でも特命担当大臣でもなかったため、ワクチン担当の辞令だけで実質的な権限は与えられていなかった。
2022年3月31日、前任者の堀内詔子・前ワクチン担当相が兼務していた五輪相の設置期間が終了したことに伴い、内閣総理大臣の岸田文雄が松野博一内閣官房長官を後任に充てた。ワクチンの承認審査や交渉を担当する厚生労働大臣、感染状況や特措法の運用などコロナ対策を担当する経済再生担当大臣、接種の実施主体となる地方公共団体を所管する総務大臣、保管用冷凍庫の確保は経済産業大臣、輸送は国土交通大臣、医療廃棄物の処理は環境大臣といったように複数の省庁が関わることから、内閣の総合調整機能を担当する官房長官が適任であると判断された。

## 歴代大臣
| 代 | 氏名     | 氏名          | 内閣          | 内閣                           | 在任期間                     |
| -- | -------- | ------------- | ------------- | ------------------------------ | ---------------------------- |
| 1  | 河野太郎 |               | 菅義偉内閣    | 菅義偉内閣                     | 2021年1月18日 - 10月4日      |
| 2  | 堀内詔子 |               | 第1次岸田内閣 | 第1次岸田内閣                  | 2021年10月4日 - 11月10日     |
| 3  | 堀内詔子 | 第2次岸田内閣 | 第2次岸田内閣 | 2021年11月10日 - 2022年3月31日 |                              |
| 4  | 松野博一 | 第2次岸田内閣 | 第2次岸田内閣 |                                | 2022年4月1日 - 2023年9月13日 |